# Chesterfield Football Club 2014-2015
Questa voce raccoglie le informazioni riguardanti il Chesterfield Football Club nelle competizioni ufficiali della stagione 2014-2015.

## Rosa
| N. |                        | Ruolo | Calciatore         |
| -- | ---------------------- | ----- | ------------------ |
| 1  | Inghilterra (bandiera) | P     | Tommy Lee          |
| 2  | Inghilterra (bandiera) | D     | Tendayi Darikwa    |
| 3  | Inghilterra (bandiera) | D     | Daniel Jones       |
| 4  | Inghilterra (bandiera) | D     | Sam Hird           |
| 5  | Inghilterra (bandiera) | C     | Sam Morsy          |
| 8  | Irlanda (bandiera)     | C     | Jimmy Ryan         |
| 9  | Francia (bandiera)     | A     | Armand Gnanduillet |
| 10 | Irlanda (bandiera)     | C     | James O'Shea       |
| 11 | Inghilterra (bandiera) | C     | Gary Roberts       |
| 12 | Irlanda (bandiera)     | C     | Jimmy Ryan         |
| 15 | Inghilterra (bandiera) | C     | Ritchie Humphreys  |
| 16 | Inghilterra (bandiera) | D     | Charlie Raglan     |
| 17 | Irlanda (bandiera)     | A     | Eoin Doyle         |
| 18 | Benin (bandiera)       | A     | Romuald Boco       |

| N. |                        | Ruolo | Calciatore        |
| -- | ---------------------- | ----- | ----------------- |
| 19 | Inghilterra (bandiera) | C     | Charlie Dawes     |
| 20 | Inghilterra (bandiera) | P     | Aaron Chapman     |
| 21 | Inghilterra (bandiera) | C     | Michael Onovwigun |
| 22 | Inghilterra (bandiera) | D     | Jack Broadhead    |
| 23 | Inghilterra (bandiera) | D     | Ian Evatt         |
| 24 | Inghilterra (bandiera) | C     | Ollie Banks       |
| 25 | Inghilterra (bandiera) | D     | Drew Talbot       |
| 26 | Inghilterra (bandiera) | C     | Daniel Johnson    |
| 28 | Stati Uniti (bandiera) | C     | Gregory Ariyibi   |
| 29 | Austria (bandiera)     | D     | Georg Margreitter |
| 30 | Inghilterra (bandiera) | P     | Connor Hunt       |
| 31 | Inghilterra (bandiera) | P     | Myles Wright      |
|    | Inghilterra (bandiera) | A     | Eoin Doyle        |
|    | Inghilterra (bandiera) | C     | Oscar Gobern      |

## Risultati

### Football League One
| Arbitro: | Bull |

|               |           |                   |
| Henderson 83’ | Marcatori | 7’ Boco 79’ Doyle |

| Arbitro: | Simpson |

|              |           |                      |
| Marshall 41’ | Marcatori | 9’ Doyle 46’ Roberts |

| Arbitro: | Miller |

|                                    |           |                              |
| Browne 7’ Garner 15’ Brownhill 28’ | Marcatori | 31’, 79’, 90+1’ (rig.) Doyle |

| Arbitro: | Woolmer |

|                 |           |           |
| Margreitter 62’ | Marcatori | 15’ Adams |

| Arbitro: | Horwood |

|            |           |             |
| Tomlin 70’ | Marcatori | 59’ Roberts |

| Arbitro: | Sarginson |

|                       |           |                                      |
| McDonald 59’ Egan 61’ | Marcatori | 22’ Clucas 54’ (aut.) Legge 69’ Ryan |

| Arbitro: | Attwell |

|                           |           |  |
| Doyle 34’, 53’ O'Shea 51’ | Marcatori |  |

| Arbitro: | Bond |

|                                             |           |  |
| Gnanduillet 13’ Doyle 60’ (rig.) Raglan 70’ | Marcatori |  |

| Arbitro: | Stroud |

|  |           |            |
|  | Marcatori | 67’ Lavery |

| Arbitro: | Bankes |

|  |           |                 |
|  | Marcatori | 30’, 79’ Garner |

| Arbitro: | Robinson |

|                                      |           |                            |
| O'Shea 19’ (rig.) Omozusi 54’ (aut.) | Marcatori | 35’, 70’ Mooney 90+11’ Cox |

| Arbitro: | Sutton |

|                           |           |  |
| Clucas 3’, 88’ O'Shea 12’ | Marcatori |  |